# Gimnastyka na Letnich Igrzyskach Olimpijskich 2020 – skoki na trampolinie mężczyzn
Konkurs mężczyzn w skokach na trampolinie podczas XXXII Letnich Igrzysk Olimpijskich w Tokio odbył się w dniu 31 lipca 2021. Do rywalizacji przystąpiło 16 sportowców. Arena zawodów było Ariake Gymnastics Centre. Mistrzem olimpijskim został Białorusin Iwan Litwinowicz, wicemistrzem Chińczyk Dong Dong, a brąz zdobył Nowozelandczyk Dylan Schmidt.
Był to VI olimpijski konkurs w skokach na trampolinie mężczyzn.

## Terminarz
godziny zostały podane w czasie japońskim (UTC+9)
| Data          | Godzina rozpoczęcia |              |
| Data          | UTC+09:00           |              |
| ------------- | ------------------- | ------------ |
| 31 lipca 2021 | 13:00               | kwalifikacje |
| 31 lipca 2021 | 14:50               | finał        |

## System rozgrywek
W kwalifikacjach udział wzięło 16 sportowców, którzy wykonali po dwa układy. Suma punktów decydowała o miejscu. Do finału awansowało 8 najlepszych skoczków. Gimnastycy z miejsc 9 i 10 otrzymywali miejsca rezerwowe.
W finale 8 finalistów wykonało po jednym układzie.

## Rozgrywki

### Kwalifikacje
| Pozycja | Zawodnik             | Państwo                     | Układ obowiązkowy | Układ dowolny | Łącznie | Uwagi |
| ------- | -------------------- | --------------------------- | ----------------- | ------------- | ------- | ----- |
| 1       | Iwan Litwinowicz     | Białoruś                    | 53.515            | 60.040        | 113.555 | Q     |
| 2       | Uładzisłau Hanczarou | Białoruś                    | 53.180            | 60.220        | 113.400 | Q     |
| 3       | Dylan Schmidt        | Nowa Zelandia               | 52.415            | 59.705        | 112.120 | Q     |
| 4       | Dominic Clarke       | Australia                   | 52.130            | 59.550        | 111.680 | Q     |
| 5       | Dong Dong            | Chiny                       | 52.275            | 59.375        | 111.650 | Q     |
| 6       | Daiki Kishi          | Japonia                     | 52.205            | 59.335        | 111.540 | Q     |
| 7       | Andriej Judin        | Rosyjski Komitet Olimpijski | 51.770            | 59.475        | 111.245 | Q     |
| 8       | Dmitrij Uszakow      | Rosyjski Komitet Olimpijski | 49.795            | 59.690        | 109.485 | Q     |
| 9       | Ángel Hernández      | Kolumbia                    | 51.350            | 54.580        | 105.930 | R1    |
| 10      | Seif Sherif          | Egipt                       | 45.810            | 50.380        | 96.190  | R2    |
| 11      | Diogo Abreu          | Portugalia                  | 52.135            | 41.285        | 93.420  |       |
| 12      | Mikoła Prostorow     | Ukraina                     | 51.385            | 41.185        | 92.570  |       |
| 13      | Aliaksei Shostak     | Stany Zjednoczone           | 51.165            | 30.985        | 82.150  |       |
| 14      | Gao Lei              | Chiny                       | 52.245            | 10.575        | 62.820  |       |
| 15      | Ryosuke Sakai        | Japonia                     | 38.935            | 23.315        | 62.250  |       |
| 16      | Allan Morante        | Francja                     | 14.590            | 6.490         | 21.080  |       |

### Finał
| Pozycja | Zawodnik             | Państwo                     | Trudność | Wykonanie | Lot    | Kara | Łącznie |
| ------- | -------------------- | --------------------------- | -------- | --------- | ------ | ---- | ------- |
| złoto   | Iwan Litwinowicz     | Białoruś                    | 18.200   | 16.500    | 17.915 |      | 61.715  |
| srebro  | Dong Dong            | Chiny                       | 17.800   | 16.600    | 17.135 |      | 61.235  |
| brąz    | Dylan Schmidt        | Nowa Zelandia               | 17.800   | 16.300    | 16.975 |      | 60.675  |
| 4       | Uładzisłau Hanczarou | Białoruś                    | 17.900   | 16.300    | 17.365 |      | 60.565  |
| 5       | Dmitrij Uszakow      | Rosyjski Komitet Olimpijski | 17.100   | 16.500    | 17.100 |      | 59.600  |
| 6       | Andriej Judin        | Rosyjski Komitet Olimpijski | 17.800   | 15.200    | 16.735 |      | 58.235  |
| 7       | Daiki Kishi          | Japonia                     | 17.300   | 14.900    | 16.915 |      | 57.815  |
| 8       | Dominic Clarke       | Australia                   | 7.400    | 6.600     | 7.255  |      | 24.955  |